# Ludwig von Bogdandy
Ludwig von Bogdandy (* 10. Februar 1930 in Berlin; † 5. Mai 1996 in Linz) war ein deutscher Metallurge und Industriemanager.

## Leben
Ludwig von Bogdandy war einer der führenden Wissenschaftler bei der Entwicklung zukunftsweisender Verfahren der Eisen- und Stahlherstellung. Er habilitierte sich 1959 an der RWTH Aachen. Dort wurde er auch 1965 zum außerordentlichen Professor ernannt und erhielt 1985 die Würde eines Dr.-Ing. ehrenhalber. Sein beruflicher Lebensweg führte ihn als Vorstandsmitglied zur Thyssen Niederrhein AG und als Direktor zu der Klöckner-Werke AG. Er war von 1986 bis 1988 Vorstandsmitglied und von 1988 bis 1992 Vorstandsvorsitzender der VOEST-Alpine Stahl AG. Von 1990 bis 1992 war er Vorstandsmitglied der Austrian Industries AG. Ab dem 12. November 1993 war er ungarischer Honorarkonsul in Linz.
An der RWTH Aachen wird jedes Jahr eine nach von Bogdandy benannte Auszeichnung an herausragende Absolventen auf dem Gebiet der metallurgischen Wissenschaft verliehen.

## Familie
Von Bogdandy ist der Sohn des in Ungarn geborenen Chemikers Stefan von Bogdándy und der Vater von Armin von Bogdandy.

## Werke
- Die Reduktion der Eisenerze: wissenschaftliche Grundlagen und technische Durchführung, Verl. Stahleisen, Düsseldorf 1967 (zusammen mit Hans-Jürgen Engell)
- Anwendung der Desoxydationskinetik auf die Herstellung halbberuhigten Stahles, Verl. Stahleisen, Düsseldorf 1969
- Aktuelle Entwicklungstendenzen der Phosphorchemie, Westdt. Verlag, Opladen 1986 (zusammen mit Marianne Baudler)